# Johann von Winterscheidt
 (juin 2023).
La mise en forme du texte ne suit pas les recommandations de Wikipédia : il faut le « wikifier ».
Les points d'amélioration suivants sont les cas les plus fréquents :
- Les titres sont pré-formatés par le logiciel. Ils ne sont ni en capitales, ni en gras.
- Le texte ne doit pas être écrit en capitales (les noms de famille non plus), ni en gras, ni en italique, ni en « petit »…
- Le gras n'est utilisé que pour surligner le titre de l'article dans l'introduction, une seule fois.
- L'italique est rarement utilisé : mots en langue étrangère, titres d'œuvres, noms de bateaux, etc.
- Les citations ne sont pas en italique mais en corps de texte normal. Elles sont entourées par des guillemets français : « et ».
- Les listes à puces sont à éviter, des paragraphes rédigés étant largement préférés. Les tableaux sont à réserver à la présentation de données structurées (résultats, etc.).
- Les appels de note de bas de page (petits chiffres en exposant, introduits par l'outil «  Source ») sont à placer entre la fin de phrase et le point final[comme ça].
- Les liens internes (vers d'autres articles de Wikipédia) sont à choisir avec parcimonie. Créez des liens vers des articles approfondissant le sujet. Les termes génériques sans rapport avec le sujet sont à éviter, ainsi que les répétitions de liens vers un même terme.
- Les liens externes sont à placer uniquement dans une section « Liens externes », à la fin de l'article. Ces liens sont à choisir avec parcimonie suivant les règles définies. Si un lien sert de source à l'article, son insertion dans le texte est à faire par les notes de bas de page.
- La présentation des références doit suivre les conventions bibliographiques. Il est recommandé d'utiliser les modèles {{Ouvrage}}, {{Chapitre}}, {{Article}}, {{Lien web}} et/ou {{Bibliographie}}. Le mode d'édition visuel peut mettre en forme automatiquement les références.
- Insérer une infobox (cadre d'informations à droite) n'est pas obligatoire pour parachever la mise en page.

Pour une aide détaillée, merci de consulter Aide:Wikification.
Si vous pensez que ces points ont été résolus, vous pouvez retirer ce bandeau et améliorer la mise en forme d'un autre article.
Johann von Winterscheidt (né vers 1600 et décédé le 12 septembre 1654 à Biberach an der Riß) était lieutenant-colonel et puis général en chef des gardes à pied pendant la guerre de Trente Ans,.

## Biographie

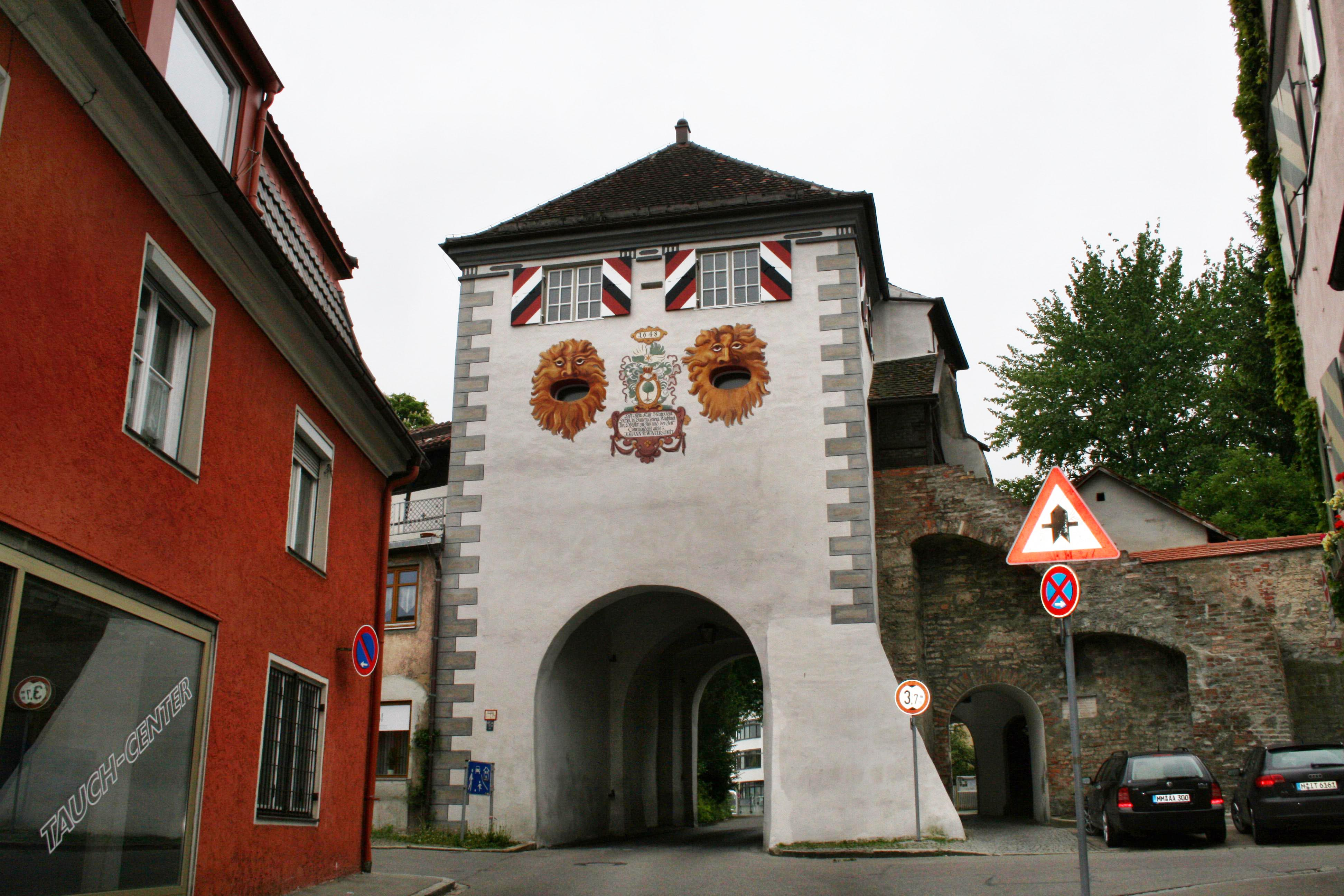
Intérieur du à Memmingen avec les armoiries de Johann von Winterscheidt

Johann von Winterscheidt était le fils de Giselbert von Winterscheidt et le frère aîné de Johann Conrad von Winterscheidt (né vers 1630 et décédé le 9 Août 1684 à Wurtzbourg).
Johann von Winterscheidt a d'abord servi l'électeur Anselm Casimir de Mayence, plus tard l'électeur Maximilien Ier de Bavière. 

En 1639, il commande les troupes impériales et bavaroises en tant que lieutenant-colonel. Le 17 avril 1641, il est promu colonel et reçoit le régiment d'infanterie du colonel Günther. Il a participé avec son régiment à la bataille de Fribourg-en-Brisgau du 3 au 10 août 1644 Les stations suivantes de sa carrière furent : 1646 commandant d'Ingolstadt, fin 1646 Johann von Winterscheidt  se trouve avec 1 300 hommes à Memmingen, qui est cédée aux Suédois par l'armistice d'Ulm en mars 1647. En 1647 il est commandant de Memmingen. Le 28 Juillet 1647, il devient général en chef des gardes à pied. 

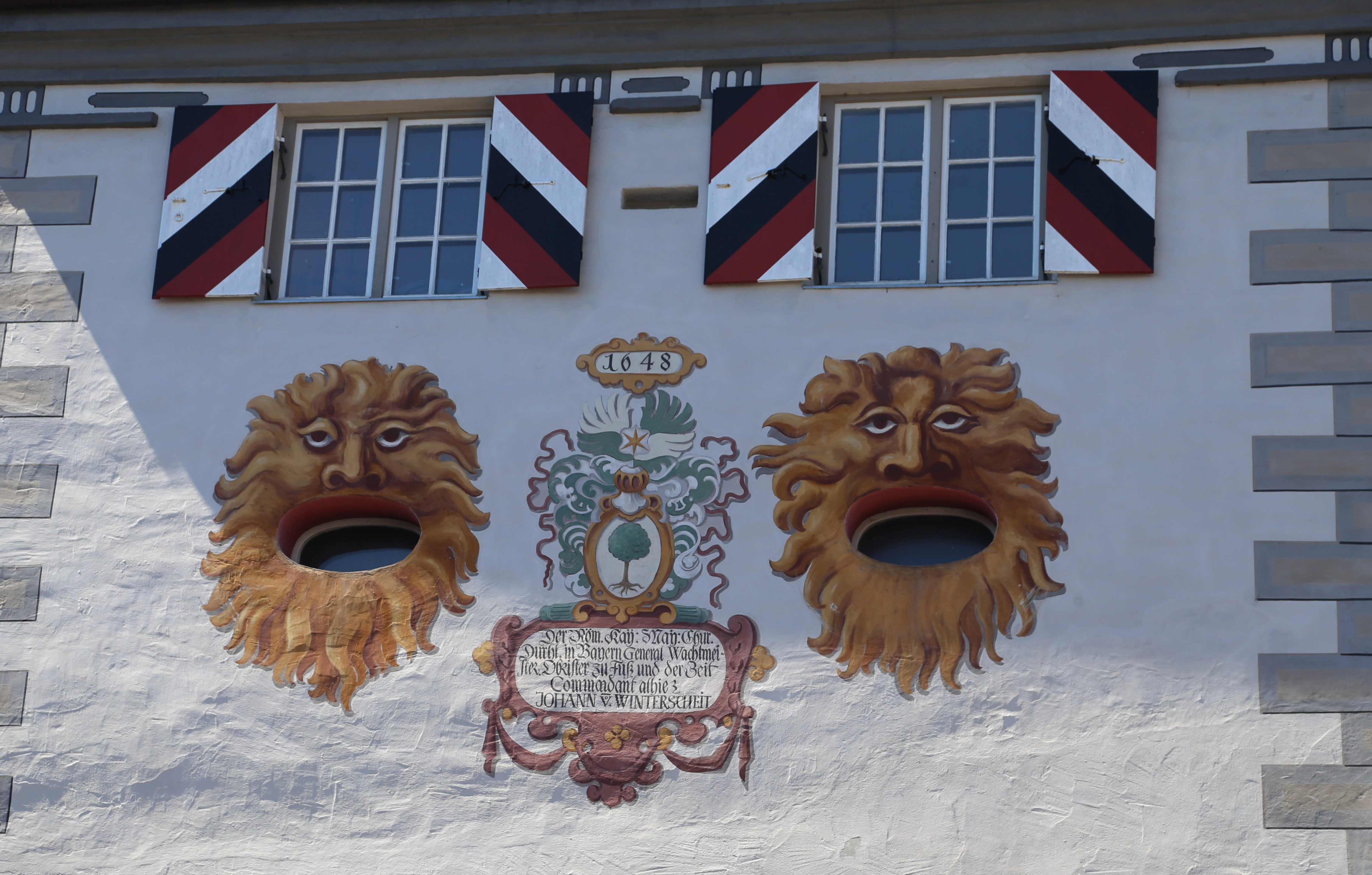
Armoiries de Johann von Winterscheidt sur le Lindauer Tor

En septembre 1647, l'armée bavaroise revient à Memmingen et assiège à nouveau la ville. Parmi les différents régiments celui de Winterscheidt était également impliqué. Neuf semaines de bombardements intensifs par les armées impériales ont suivi. Ce n'est que le 24 Novembre 1647 que le Krugstor (Lindauer Tor) est occupé par les troupes impériales et bavaroises et que les Suédois rendent la ville. Le 25 Novembre 1647, les Suédois quittent la ville en formation ordonnée vers le Niedergassentor (Ulmer Tor) avec équipage et 100 chevaux. Après le traité de paix de Münster et d'Osnabrück le 24 Octobre 1648, les régiments impériaux cantonnés se retirent progressivement. Le régiment de Winterscheid suivit le 25 Septembre 1649. Le 29 Septembre, le commandant des troupes à pied Johann von Winterscheidt et les autres officiers sont partis
En souvenir de Johann von Winterscheidt, il y a aussi une rue à Memmingen que la ville lui a dédiée en raison de son comportement en tant que dernier commandant de la ville pendant la guerre de Trente Ans (Winterscheidweg). Après plusieurs semaines de siège et le retrait des Suédois, il reprend la ville, gravement endommagée par les boulets de canons. 
Bien qu'il n'ait pas assumé une tâche gratifiante en tant que commandant de la ville, les chroniques contemporaines lui ont donné une reconnaissance tout à fait bienveillante. On dit que sa photo ressemblait à un «gentil vieux monsieur en uniforme plutôt qu'à un misérable» Dès 1648, Johann von Winterscheidt reconstruisait la ville en faisant reconstruire le Krugstor (Lindauer Tor) complètement détruit.
En tant que représentant de la nouvelle règle catholique, il a laissé les évangéliques sans encombre, qu'ils mentionnent avec reconnaissance dans le service d'action de grâce en raison de «l'interrogatoire de la ville par des soldats» le 11 Octobre 1649.
Les armoiries de Johann von Winterscheidt sont peintes sur la face intérieure du Lindauer Tor en mémoire de lui.
Le 13 Juillet 1651, Johann von Winterscheidt achète l'ancienne chancellerie municipale de Biberach an der Riß pour 1 600 florins afin d'y établir sa résidence. Il habitait Consulentengasse 3. 
Il n'obtint que quelques années de repos lorsqu'il mourut à Biberach le 12 Septembre 1654. Le 16 Septembre, «vers 6 heures du soir en présence du curé et de plusieurs frères capucins», il est inhumé dans le chœur de l'église paroissiale Saint-Martin de Biberach. Lors des travaux de rénovation de cette église en 1966, l'épitaphe (83 x 158 cm) a été retrouvée derrière le maître-autel, il s'y trouve encore aujourd'hui. D'après les armoiries, dites armoiries d'alliance, et l'inscription, l'épitaphe peut sans aucun doute être attribuée à l'aîné des deux frères, à savoir Johann von Winterscheidt. À côté de la croix se trouvent deux aphorismes écrits avec des ligatures de lettres et écrits dans un langage contemporain avec le contenu suivant : (à gauche) «Ici je gis, le regard vague, Homme ne passe pas sans une prière pour moi.» (à droite) «Je gis sous la terre - Ce que je suis tu le deviendras.» Au-dessous du crâne se trouve l'inscription funéraire avec la date de décès du colonel et général à pied Johann : «Année 1654 le 12 Septembre, a rendu son âme à Dieu le bien né et noble Seigneur Johann von Winterscheidt, Grand Electeur Sérénissime de Bavière, ancien colonel général de la Garde à pied de sa Majesté Impériale, que Dieu l'assiste.» Le blason de gauche avec l'arbre déraciné dans l'écu se retrouve dans toutes les lettres et documents signés et scellés par Johann.
Son frère Johann Conrad von Winterscheidt (1630 -1684) fut élevé à la noblesse le 25 avril 1656 au vu des mérites militaires des frères Johann von Winterscheidt et Johann Conrad von Winterscheidt pendant et après la guerre de Trente Ans.

## Mariage et famille
Johann von Winterscheidt a épousé Susanne von Walhorn vers 1638 (née vers 1610 et décédée vers 1702).
Le père de Susanne von Walhorn, Matthias von Walhorn (né vers 1573 et décédé vers 1627) était le propriétaire du Kirschhof à Eiweiler. Johann von Winterscheidt a probablement reçu le Kirschhof par mariage vers 1638. Johann von Winterscheidt n'avait pas d'enfants. Après sa mort en 1656, sa femme Susanne von Walhorn épouse François Philippe de Vigneulles du Sart, seigneur de Freisdorf (Lorraine). Un document perdu et retrouvé du 16 novembre 1654 raconte la remise du Kirschhof de la part de la veuve Susanne von Walhorn à Rosine Elisabeth von Schyrle (née vers 1635 à Boulay et décédée en 1699 à Wurtzbourg), épouse de Johann Conrad von Winterscheidt et demi-sœur de Susanne von Walhorn. Ainsi, Johann Conrad von Winterscheidt entre en possession du domaine du Kirschhof.

## Ouvrages
·        Bernd Loch:  Geschichte dreier Dörfer  Eiweiler - Hellenhausen - Kirschhof   (Heusweiler 1998)
·        Gert Heil:  Vorfahren des Kapitäns der Reichsarmee Freiherr Johann Albert von Winterscheidt zum Kirschhof - Heimatkundlicher Verein Gersweiler-Ottenhausen e.V., 2009